# Edward Charles Titchmarsh
Edward Charles Titchmarsh (Newbury, 1 de junho de 1899 — Oxford, 18 de janeiro de 1963) foi um matemático britânico.
Foi eleito membro da Royal Society (FRS) em 1931.

## Carreira
Titchmarsh era conhecido por seu trabalho em teoria analítica dos números, análise de Fourier e outras partes da análise matemática. Ele escreveu vários livros clássicos nessas áreas; seu livro sobre a função zeta de Riemann foi relançado em uma edição editada por Roger Heath-Brown .
Titchmarsh foi Savilian Professor de Geometria na Universidade de Oxford de 1932 a 1963. Ele foi um Palestrante Plenário no ICM em 1954 em Amsterdã.
Ele fez parte do corpo diretivo da Abingdon School de 1935-1947.

## Publicações
- The Zeta-Function of Riemann (1930);
- Introduction to the Theory of Fourier Integrals (1937)[3] 2nd. edition(1939) 2nd. edition (1948);
- The Theory of Functions  (1932);[4]
- Mathematics for the General Reader (1948);
- The Theory of the Riemann Zeta-Function (1951);[5] 2nd edition, revised by D. R. Heath-Brown (1986)
- Eigenfunction Expansions Associated with Second-order Differential Equations. Part I  (1946)[6] 2nd. edition (1962);
- Eigenfunction Expansions Associated with Second-order Differential Equations. Part II  (1958);[7]

## Condecorações
- Membro da Royal Society, 1931
- Medalha De Morgan, 1953
- Medalha Sylvester, 1955
- Prêmio Berwick, 1956